# Paul Chastellain
Paul Chastellain, né le 12 octobre 1921 à Tarbes (Hautes-Pyrénées) et mort le 13 mars 1983 dans la même ville, est un homme politique français.

## Biographie
Fils d'un tourneur et d'une ménagère, Paul Chastellain est titulaire du certificat d'études primaires et du brevet élémentaire.
Il est recruté comme apprenti ajusteur à l'arsenal de Tarbes et adhère aux Jeunesses communistes en 1939 et au Parti communiste en 1941. 
Pendant l'Occupation, Paul Chastellain est responsable de la résistance communiste dans plusieurs départements (Tarn-et-Garonne, Lot-et-Garonne, Gers) en qualité de commandant FTPF,.
Ouvrier à l'arsenal de Tarbes, où il a travaillé pendant quatorze ans avant de diriger la fédération du PCF, il est élu conseiller municipal de 1947 à 1959, puis maire de la ville en mars 1977 à la tête d'une liste d'Union de la gauche.
Il a siégé au conseil général des Hautes-Pyrénées (canton de Tarbes-Nord puis canton de Tarbes-3) de 1964 à 1983 et il a été membre du comité central du P.C.F. à partir de 1967. En 1981, il soutient, contre la majorité socialiste du Conseil régional de Midi-Pyrénées, le projet de construction de la centrale nucléaire de Golfech.
Il décède soudainement, d'une crise cardiaque, le soir des élections municipales de mars 1983, quelques instants avant la proclamation des résultats du scrutin et de la victoire de la liste qu'il conduisait.

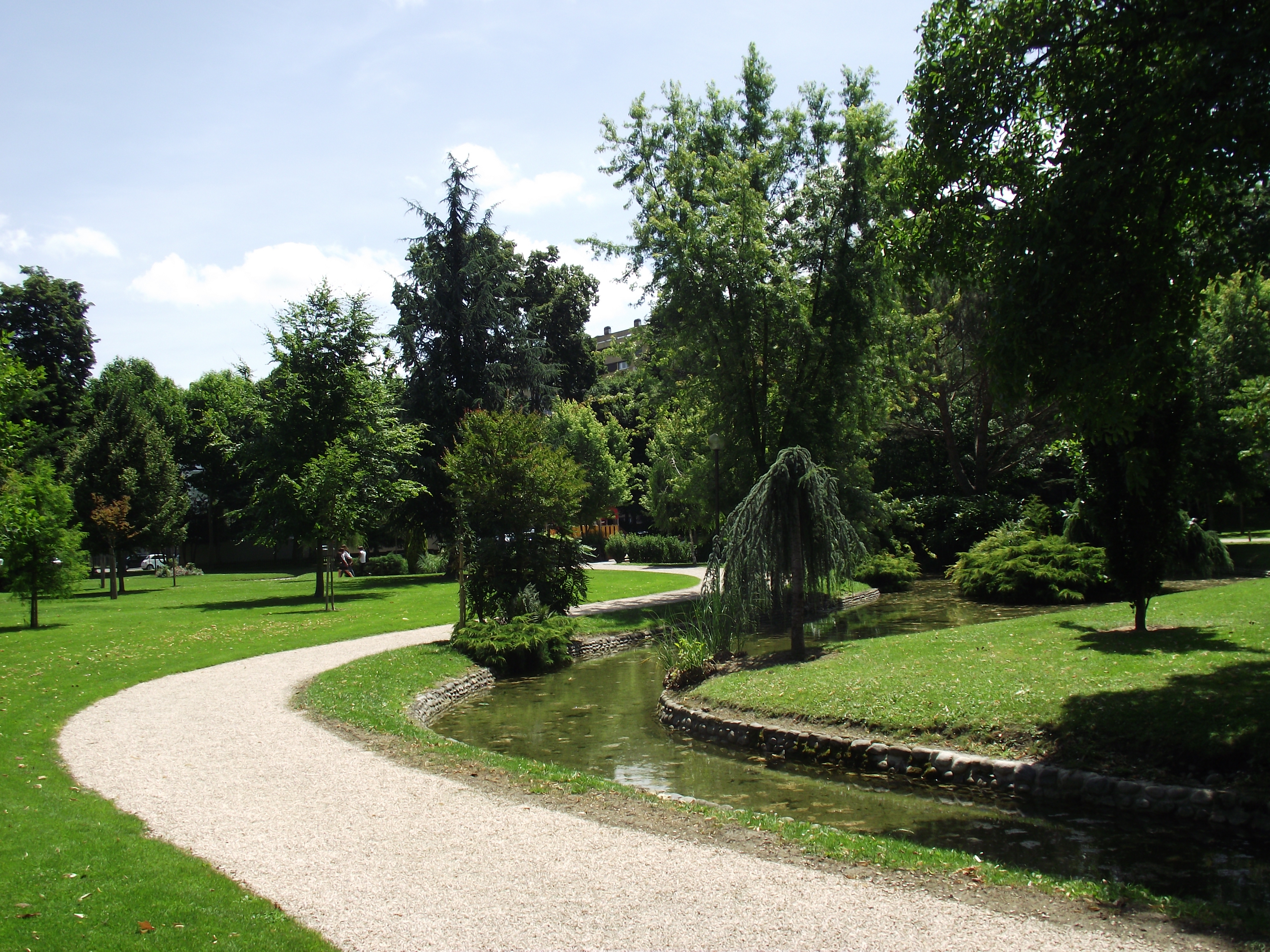
Le parc Paul-Chastellain à Tarbes.

## Postérité
Le parc Paul-Chastellain qu'il a contribué à rénover en 1978 porte son nom.
Il repose au cimetière Saint-Jean de Tarbes.